# Victory (1827)
Victory – parowy statek wiślany – rzeczny holownik Królestwa Polskiego (środkowej Wisły) o napędzie bocznokołowym. Pływał w rejonie Warszawy.

## Historia
Statek był płaskodennym rzecznym holownikiem o napędzie bocznokołowym. Zakupiony został w Liverpoolu przez przemysłowca Konstantego Wolickiego; razem z również zakupionym w Anglii statkiem "Książę Xawery" były one pierwszymi statkami parowymi na ziemiach polskich. Posiadał silnik parowy o mocy 40 KM (w relacjach spotykana jest też wartość 60 KM, prawdopodobnie pomylona z "Księciem Xawerym"). Z powodu uszkodzenia kotła, został bez niego przyholowany do Gdańska w czerwcu 1827 roku. 29 czerwca 1827 roku na pokładzie statku "Victory" (holowanego przez "Księcia Xawerego") odbyło się w Gdańsku przyjęcie dla ponad 250 osób zorganizowane przez generalnego konsula rosyjskiego. Koszt zakupu statku jedno ze źródeł podaje na 178 tysięcy złotych.
Statek pozbawiony był omasztowania, i pomimo że był płaskodenny, prawdopodobnie miał dość znaczne zanurzenie, skoro przebył na holu podróż morską. W sierpniu 1828 statek po przysłaniu z Anglii kotła popłynął Wisłą do Warszawy. Z uwagi na niski stan wody od 11 do 30 sierpnia stał zacumowany we wsi Potok na północ od Warszawy, niedaleko Bielan. W tym czasie można było statek zwiedzać za opłatą, na statku działał bufet. 30 września statek przybił do Warszawy i zakotwiczył koło mostu. Z uwagi na duże zanurzenie statki okazały się nieprzydatne do żeglugi wiślanej. "Victory" prawdopodobnie pływał głównie przy wysokich stanach wody, a "Książę Xawery" został w ogóle wycofany z Wisły.
W 1831 w czasie powstania listopadowego nastąpił zastój w handlu, a dwukrotne bitwy o Warszawę doprowadziły do zniszczeń we flotylli wiślanej. Według niektórych źródeł, prawdopodobnie "Victory" został wówczas zatopiony. Wolicki zaproponował przekazanie statku na potrzeby górnictwa rządowego – dwie maszyny parowe wymontowano ze statku (prawdopodobnie w latach 1832 i 1837) i w ten sposób statek zakończył swój żywot.